# Lilltjärnen (Kalls socken, Jämtland, 708060-135915)
Lilltjärnen är en sjö i Åre kommun i Jämtland och ingår i Indalsälvens huvudavrinningsområde. Sjön har en area på 0,0608 kvadratkilometer och ligger 457,3 meter över havet.

## Delavrinningsområde
Lilltjärnen ingår i det delavrinningsområde (708272-135768) som SMHI kallar för Utloppet av Stor-Harrtjärnen. Medelhöjden är 484 meter över havet och ytan är 15,73 kvadratkilometer. Räknas de 3 avrinningsområdena uppströms in blir den ackumulerade arean 57,51 kvadratkilometer. Hobergsån som avvattnar avrinningsområdet har biflödesordning 2, vilket innebär att vattnet flödar genom totalt 2 vattendrag innan det når havet efter 371 kilometer. Avrinningsområdet består mestadels av skog (71 procent) och sankmarker (14 procent). Avrinningsområdet har 1,41 kvadratkilometer vattenytor vilket ger det en sjöprocent på 8,9 procent.